# Fábio Santos
Fábio Santos (n. 16 septembrie 1985, São Paulo, São Paulo, Brazilia) este un fost fotbalist brazilian.
Între 2012 și 2017, Santos a jucat 4 de meciuri pentru echipa națională a Braziliei.

## Statistici
| Brazilia | Brazilia | Brazilia |
| An       | Meciuri  | Goluri   |
| -------- | -------- | -------- |
| 2012     | 3        | 0        |
| 2017     | 1        | 0        |
| Total    | 4        | 0        |